# Glossosoma japonicum
Glossosoma japonicum är en nattsländeart som beskrevs av Kobayashi 1972. Glossosoma japonicum ingår i släktet Glossosoma och familjen stenhusnattsländor. Inga underarter finns listade i Catalogue of Life.